# Lijstaanvoerders rebounds Dutch Basketball League
Deze pagina bevat alle lijstaanvoerders in rebounds per wedstrijd in de Dutch Basketball League (ook bekend als de Eredivisie). De speler die aan het eind van een Dutch Basketball League-seizoen het hoogste gemiddelde rebounds per wedstrijd had kreeg deze titel.

## Recente lijstaanvoerders
| Seizoen | Speler                 | Team                | Totaal | RPW  |
| ------- | ---------------------- | ------------------- | ------ | ---- |
| 2005–06 | Maurice Ingram         | Upstairs Weert      | 366    | 14.1 |
| 2006–07 | Ransford Brempong      | Matrixx Magixx      | 419    | 11.0 |
| 2007–08 | Dillion Sneed          | De Friesland Aris   | 412    | 10.3 |
| 2008–09 | Marcus Jackson         | Upstairs Weert      | 395    | 10.7 |
| 2009–10 | Patrick Hilliman       | Rotterdam Basketbal | 365    | 10.1 |
| 2010–11 | Robbie Sihota          | Rotterdam Basketbal | 383    | 10.6 |
| 2011–12 | Yamene Coleman         | Stepco BSW          | 283    | 10.1 |
| 2012–13 | Darryl Webb            | Landstede Basketbal | 356    | 9.9  |
| 2013–14 | Kenneth van Kempen     | Maxxcom BSW         | 321    | 8.9  |
| 2014–15 | Kenneth van Kempen (2) | BSW                 | 308    | 11.0 |
| 2015–16 | Ross Bekkering         | Donar               | 293    | 10.5 |